# Diphyus dakota
Diphyus dakota là một loài tò vò trong họ Ichneumonidae.